# Wyeomyia flui
Wyeomyia flui är en tvåvingeart som först beskrevs av Bonne-wepster och Cornelis Bonne 1919.  Wyeomyia flui ingår i släktet Wyeomyia och familjen stickmyggor.
Artens utbredningsområde är Surinam. Inga underarter finns listade i Catalogue of Life.